# ラニル・ウィクラマシンハ
ラニル・ウィクラマシンハ（シンハラ語: රනිල් වික්‍රමසිංහ, タミル語: ரணில் விக்ரமசிங்க, 英語: Ranil Wickremesinghe, 1949年3月24日 - ）は、スリランカの政治家。同国大統領を1期、首相を4期（在任: 1993年 - 1994年、2001年 - 2004年、2015年 - 2019年（復職も含む）、2022年）務めた。同国の二大政党の一つ統一国民党 (UNP) の党首（在任: 1994年11月 - ）である。

## 生い立ち
1949年3月24日、弁護士の父エスモンドと母ナリニの次男としてコロンボに生まれる。
ロイヤル・カレッジ・コロンボ出身で、クラスメイトには後に政治家となるアヌラ・バンダラナイケやディネーシュ・グナワルダナがいた。その後セイロン大学コロンボ・キャンパス（現コロンボ大学）に進学し、法学を学んだ。大学卒業後は司法試験を通過して弁護士となる。

## 経歴
1977年の議会総選挙で初当選。1993年5月のラナシンハ・プレマダーサ大統領の暗殺に伴う、首相ディンギリ・バンダー・ウィジェートゥンガの大統領昇格により、初めて首相就任を果たす。2001年の総選挙では、自身の率いるUNPの勝利により、チャンドリカ・クマーラトゥンガ大統領の下で2期目となる首相に就任する。2005年には大統領選挙に出馬、48.43%の得票率を集めるも、同じく元首相のマヒンダ・ラージャパクサに僅差で敗北した。

### 3期目の首相
2015年の大統領選挙においては、与党スリランカ自由党 (SLFP) を離脱したマイトリーパーラ・シリセーナを野党統一候補として支持、シリセーナの当選により3期目となる首相就任を果たした。
しかし、UNP/SLFPの大連立政権となったシリセーナ政権においては、大統領と首相ならびに政党間の対立が続き、2018年4月には不信任決議案を出されている（賛成76、反対122で否決）。さらに10月には大統領により突如首相を解任され、後任に前大統領マヒンダ・ラージャパクサが任命される政治危機が発生した。ウィクラマシンハはこの解任を違憲として認めず法廷で争い、12月には首相再任を果たした。
翌2019年11月の大統領選挙においては、シリセーナが出馬を見送ったためUNP副党首のサジット・プレマダーサを擁立するもマヒンダの弟のゴーターバヤ・ラージャパクサに敗北。11月21日に首相を退任した。

### 4期目の首相からの大統領就任
後継の首相にはマヒンダ・ラージャパクサが就任したが、アジア最速でインフレが進むなどの経済失政を批判する声が高まり2022年5月9日に首相を辞任すると表明。後継に指名され、5月12日に4度目の首相就任となった。5月25日には財務大臣を兼任し、国際通貨基金 (IMF) と救済措置をめぐる協議を主導することとなった。
しかし経済状況の好転は見通せず、6月22日に議会でスリランカ経済が完全に崩壊したと発言したほか、7月5日には議会でスリランカを破産した国であると発言。7月9日にゴーターバヤ・ラージャパクサ大統領の退陣を求めるデモ隊が大統領公邸の敷地内に侵入して占拠し、またウィクラマシンハ自身も自宅に火を放たれた。こうした事態を受け、ウィクラマシンハは挙国一致内閣樹立を理由に首相辞任を表明、ラージャパクサも13日付で大統領を辞任することとなった。7月13日未明にラージャパクサは空軍機でモルディブへ脱出し、ウィクラマシンハが大統領代行に指名。その後14日にラージャパクサが辞任を表明したため、15日に正式に大統領代行に就任した。20日に国会で行われた大統領選挙では134票を獲得し、82票のダラス・アラハペルママスメディア相、3票にとどまった左派で人民解放戦線党首のアヌラ・クマラ・ディサナヤカを下して当選した。21日に国会で宣誓を行い正式就任。22日にディネーシュ・グナワルダナを首相に任命した。

### 大統領
就任2カ月後の2022年9月27日には故安倍晋三国葬儀にスリランカ代表として参列した。
大統領在任中は財政赤字から脱却するため緊縮財政や増税を行い、また国際通貨基金(IMF)からは30億ドル（約4270億円）の支援を取り付けた。しかし緊縮財政や増税は国民に負担を強いたため国民の間には不満が広がった。
2024年9月21日の大統領選挙に再選をかけて立候補したが、人民解放戦線党首のアヌラ・クマラ・ディサナヤカが得票率42.3％、統一人民戦線党首のサジット・プレマダーサが32.8％となり、ウィクラマシンハは17.3％の3位にとどまった。このため上位2人による再集計ステージにも残れず敗退した。9月23日にディサナヤカが宣誓して大統領に就任し、ウィクラマシンハの任期は終わった。